# Зуммер Всеволод Михайлович
Всеволод Михайлович Зу́ммер (нар. 26 вересня 1885, Тальне — пом. 6 грудня 1970, Остер) — український радянський мистецтвознавець; доктор історії і теорії мистецтв з 1924 року. Член Історичного товариства імені Нестора-літописця з 1917 року, Наукового товариства імені Тараса Шевчека з 1918 року, Софійського комітету Всеукраїнської академії наук з 1923 року, Азербайджанського археологічного комітету з 1924 року, Всеукраїнської наукової асоціації сходознавства з 1927 року, Спілки радянських художників України з 1958 року.

## Біографія
Народився 14 [26] вересня 1885 у місті Тальному (нині Черкаська область, Україна). 1916 року закінчив Київський університет святого Володимира (до 1921 року залишився у ньому для підготовки до професорського звання); 1917 року — Московський археологічний інститут.
Упродовж 1918—1923 років викладав у Києві, зокрема у археологічному інституті. У 1923—1927 роках завідував кафедрою історії мистецтв у Бакинському державному університеті: доцент з 1923 року, професор з 1924 року. Одночасно з 1924 року викладав у Азербайджанській вищій художній школі. З 1924 року член-кореспондент Кавказького історико-археологічного інституту в Тифлісі.
З 1928 року працював в Українській РСР. Заснував і очолював Харківський художньо-історичний музей. У 1933 році був репресований. Засуджений до п'яти років виправно-трудових таборів. Термін відбував у Байкало-Амурському таборі, на будівництві других шляхів Байкало-Амурської магістралі у Свободлазі. Звільнений за заліками у лютому 1937 року.
Упродовж 1940—1949 років працював у Середньоазіатському університеті у Ташкенті: з 1943 року завідував кафедрою історії мистецтв та одночасно відділом мініатюри і каліграфії Інстиуту східних рукописів АН Узбецької РСР; у 1945—1946 роках — науковий співробітник Інституту мистецтвознавства.
Після повернення до України дозволу жити в Києві не отримав і у 1952 році оселився у місті Острі. У 1950—1951 роках — професор Київського інженерно-будівельного інституту; у 1952—1956 роках — науковий співробітник Остерського краєзнавчого музею. У 1958 році реабілітований. Помер в Острі 6 грудня 1970 року.

## Наукова діяльність
Працював в галузі історії мистецтва, музеєзнавства і художньої критики. Досліджував пам'ятки українського, російського мистецтвава, східних народів. У 1924 році здійснив кілька експедицій на території Азербайджанської РСР, у 1926 році і 1930—1931 роках — в Середню Азію, у 1926—1927 роках — до Криму, у 1928—1929 роках — до Туреччини.
Автор низки статей, присвячених творчості Тараса Шевченка, Миколи Гоголя, Олександра Іванова, Василя Верещагіна, Іллі Рєпіна, Миколи Ґе. Серед робіт:
- Система библейных композиций А. А. Иванова // Искусство. 1914. № 7–12; Київ, 1915;
- Стилі східної мініатюри. Харків, 1927;
- Врубель у Кириличній церкві // Ювілена збірка на пошану академіка Дмитра Багалія з нагоди 70-ї річниці життя та 50-х роковин наукової діяльності. Київ, 1927. Частина 1;
- Соціологічне вивчення мистецтва // Культура і побут. 1928. № 14;
- Турецкие музеи. Баку, 1929;
- Кирилівський заповідник // Всесвіт. 1929. № 8;
- Живописная традиция Востока по данным миниатюры. Баку, 1930;
- Вехи развития искусства Азербайджана // Художественная культура Советского Востока. Москва; Ленінград, 1931;
- Вольнодумство художника А. Іванова, Москва, 1956;
- Азербайджанське образотворче мистецтво // Українська радянська енциклопедія, том 1, Київ, 1959.

Протягом 1953—1964 років готував статті до Української радянської енциклопедії.